# David Hewson
David Hewson (9 januari 1953) is een Brits schrijver van misdaad- en mysterieboeken. Zijn series van moderne misdaad spelen zich af in Rome, met in de hoofdrol detective Nic Costa. Het eerste deel was getiteld A Season for the Dead en werd tot dusver gevolgd door tien sequels.

## Levensloop
Hewson verliet zijn school op zijn zeventiende en werkte voor een plaatselijke krant in het noorden van Engeland. Later werd hij verslaggever voor The Times en redacteur bij The Independent. Hij was lid van het International Thriller Writers Inc tot 2009. In 2011 werd Hewson gevraagd de 'novelisation' te schrijven van de populaire Deense dramaserie The Killing. 

### Boeken
- 1986 - Shanghai Thunder
- 1995 - Semana Santa (ook bekend onder de titel Death in Seville)
- 1997 - Epiphany (Waan)
- 1998 - Solstice
- 1999 - Native Rites
- 2001 - Lucifer's Shadow (ook bekend onder de titel The Cemetery of Secrets)
- 2007 - The Promised Land
- 2012 - Carnival for the Dead (Dans van de doden)
- 2012 - The Killing 1 (De Killing boek 1)
- 2013 - The Killing 2 (De Killing boek 2)
- 2014 - The Killing 3 (De Killing boek 3)
- 2019 - Devil's Fjord
- 2021 - The garden of angels (De engel van Venetië)

### Nic Costa serie
- 2003 - A Season for the Dead (De Vaticaanse Moorden)
- 2004 - The Villa of Mysteries (Het Bacchus Offer)
- 2005 - The Sacred Cut (De Pantheon Getuige)
- 2006 - The Lizard's Bite (De Engelen Des Doods)
- 2007 - The Seventh Sacrament (Het Zevende Sacrament)
- 2008 - The Garden of Evil (De Romeinse Lusthof)
- 2008 - Dante's Numbers (Het Masker Van Dante)
- 2009 - The Blue Demon (Blauwe Demonen)
- 2011 - The Fallen Angel (Gevallen Engel)
- 2013 - Dead Men's Socks (Dubbelmoord) (kort verhaal)
- 2019 - The Savage Shore (De Binnenste Cirkel)

### Pieter Vos serie
- 2014 - The House of Dolls (Poppenhuis)
- 2015 - The Wrong Girl (Het Verkeerde Meisje)
- 2016 - Little Sister (Het Derde Zusje)
- 2017 - Sleep Baby Sleep (De Stenen Engel)

### Anthologieën
- 2007 - The Chopin Manuscript

### Non-fictie
- 2007 - SAVED

## Prijzen
In 2008 won Hewson samen met verteller Saul Reichlin de prijs voor beste 'Onverkort Audioboek in de VK' voor The Seventh Sacrament. In 2009 won The Garden of Evil de American Library Association's Best Genre Fiction Reading List Award in de categorie Mysterie.